# Anomobryum alpinum
Anomobryum alpinum är en bladmossart som beskrevs av Zang Mu och Li Xing-jiang in Li Xing-jiang et al. 1985. Anomobryum alpinum ingår i släktet Anomobryum och familjen Bryaceae. Inga underarter finns listade i Catalogue of Life.